# Зитуни, Ахмед
Ахмед Зитуни (31 июля 1949, Саида, Французский Алжир — 5 июня 2024, Экс-ан-Прованс, Франция) — алжирский франкоязычный писатель.

## Биография
Зитуни родился в Саиде в июле 1949 года; его детство прошло в разгар войны в Алжире. Он учился в Саиде, Оране и Алжире, прежде чем переехал в Марсель и начал писательскую карьеру. Затем он окончил аспирантуру в области политологии в Институте политических исследований. Потом он преподавал в университете иностранным студентам и взрослым курсы, охватывающие такие темы, как культура, методология и современная французская цивилизация.
Ахмед Зитуни умер во Франции 6 июня 2024 года в возрасте 74 лет.

## Публикации
- Avec du sang déshonoré d’encre à leurs mains (1983)
- Aimez-vous Brahim ? (1986)
- Attilah Fakir (Les derniers jours d’un apostropheur) (1987)
- Éloge de la Belle-Mère (1990)
- La veuve et le pendu (1993)
- À mourir de rire, fiction française (1997)
- Une difficile fin de moi (1998)
- Amour, sévices et morgue (1998)
- Manosque, aller-retour (1998)
- Y a-t-il une vie avant la mort ? (2007)
- Au début était le mort (La corde ou le chien) (2008)